# Рохо, Антонио Молино
Антонио Молино Рохо (исп. Antonio Molino Rojo; 14 сентября 1926, Вента-де-Баньос, Кастилия и Леон — 2 ноября 2011, Барселона) — испанский киноактёр, известный, в первую очередь, ролями второго плана в спагетти-вестернах 1960—1970-х годов.
В период между 1955 и 1988 года Рохо появился в почти 90 кинокартинах, но, вероятно, остался наиболее узнаваемым в «долларовой трилогии» Сержио Леоне: «За пригоршню долларов» (1964), «На несколько долларов больше» (1965) и «Хороший, плохой, злой» (1966). Также снялся в фильме Сержио Леоне «Однажды на Диком Западе» в 1968 году.
В вестернах Рохо не всегда играл бандитов: так, в фильме «Хороший, плохой, злой» ему досталась положительная роль капитана в  лагере северян для военнопленных, чью ногу разъедала гангрена.
Рохо скончался в Барселоне 2 ноября 2011 года.

## Фильмография
- Мы честные воры (1956)
- Мистер Аркадин (1955)
- Ласарильо из Тормеса (1959)
- За пригоршню долларов (1964)
- На несколько долларов больше (1965)
- Хороший, плохой, злой (1966)
- Однажды на Диком Западе (1968)
- Пропал один из наших шпионов (1968)
- Когда Сатана схватил кольт (1970)
- Меня зовут Никто (1973)
- Вирус (1980)